# سیلوانیا
سیلوانیا (به اسپانیایی: Silvania) یک سکونتگاه مسکونی در کلمبیا است که در بخش کوندینامارکا واقع شده‌است.